# Dos Hermanas
Dos Hermanas je město a obec ve Španělsku, přesněji v Andalusii v provincii Sevilla. Město leží v těsné blízkosti Sevilly, vzdálenost mezi centrem Dos Hermanas a Sevillou je zhruba 15 kilometrů. Žije zde přibližně 140 tisíc obyvatel.
V centru Dos Hermanas se nachází několik historických památek, jako je statek del Pilar z 19. století postavený v neo-mudejárském stylu, palác de Alperiz z roku 1905, zřícenina středověkého hradu Castillo de la Serrezuela nebo kostel Santa María Magdalena. Většina města je ale poměrně nově postavená a slouží jako předměstí Sevilly.
Na území města se nacházejí 3 stanice sevillského metra.

## Název města
Název města v překladu ze španělštiny znamená dvě sestry. Město takto pojmenoval v roce 1248 jeho zakladatel, král Ferdinand III. Kastilský, na počest dvou sester vojevůdce v královské armádě Gonzala Nazarena, Elviry a Estafaníe. Proto se také obyvatelé Dos Hermanas označují jakožto nazarenos.

## Osobnosti města
- Antonio Romero Monge a Rafael Ruiz Perdigones, kteří tvoří popové duo Los del Río (proslulé hitem Macarena) pocházejí z Dos Hermanas a žijí tam.
- Melodía Ruiz Gutiérrez (Melody), španělská popstar

## Galerie

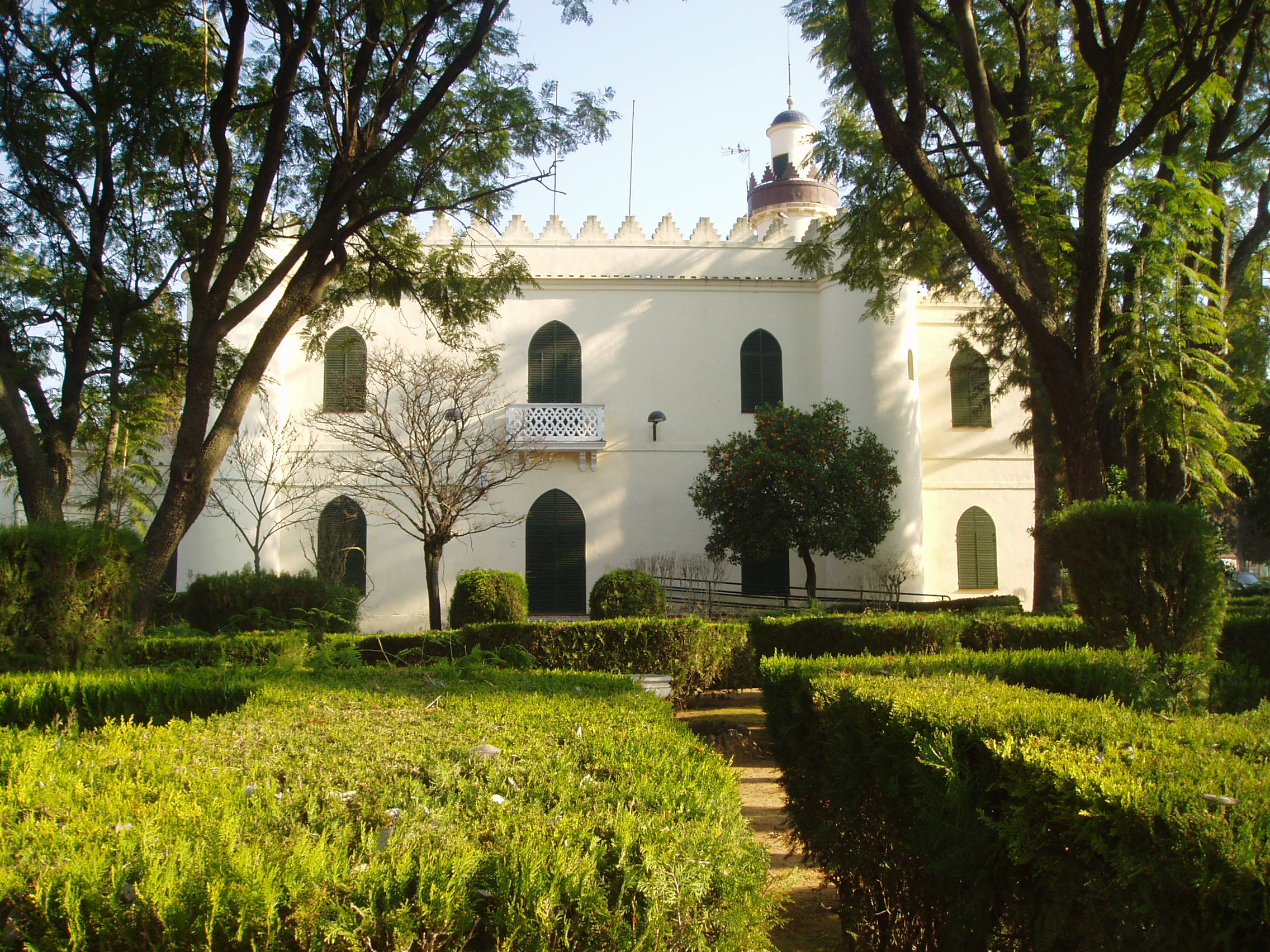
Statek del Pilar
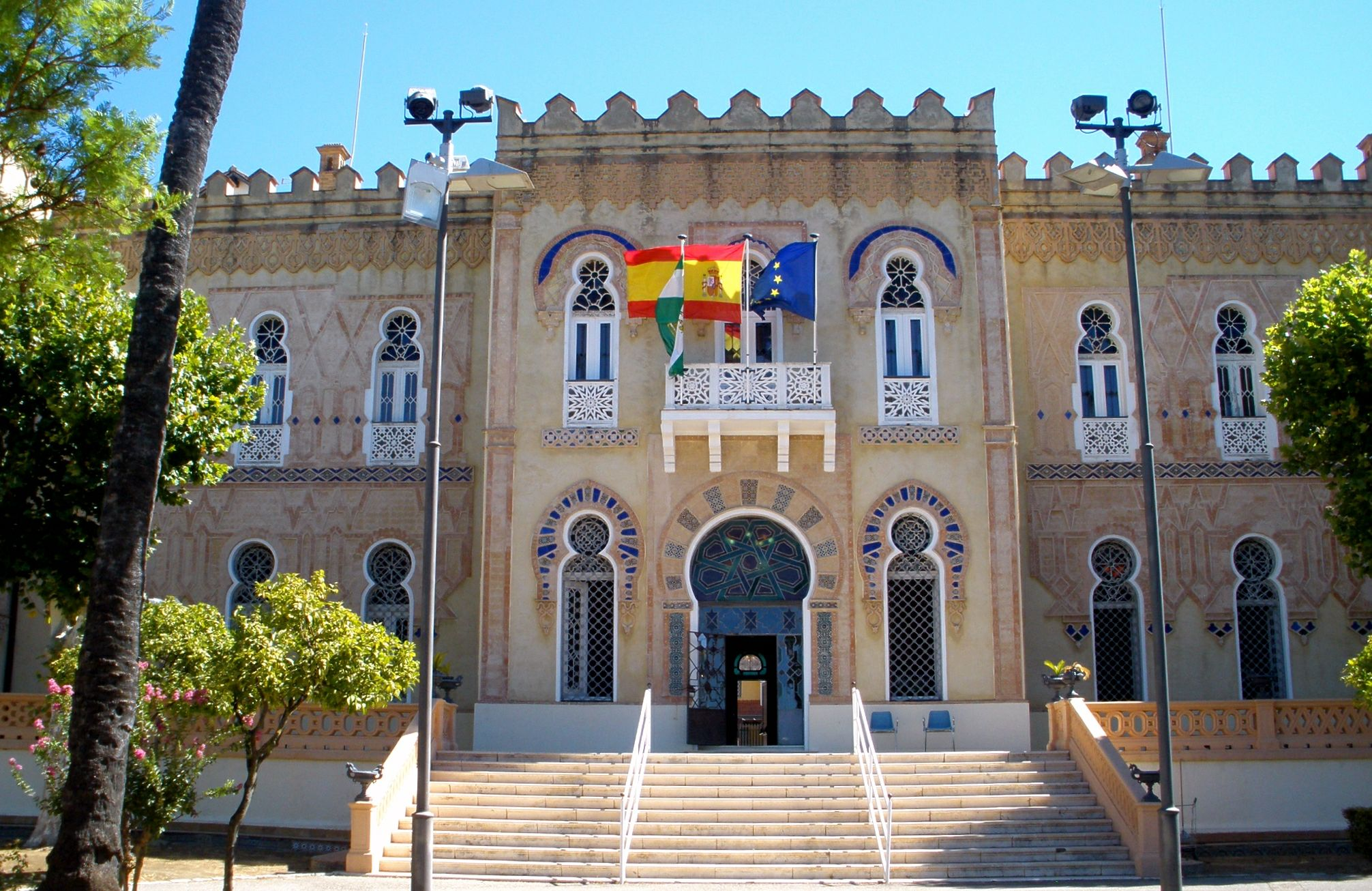
Palác de Alperiz
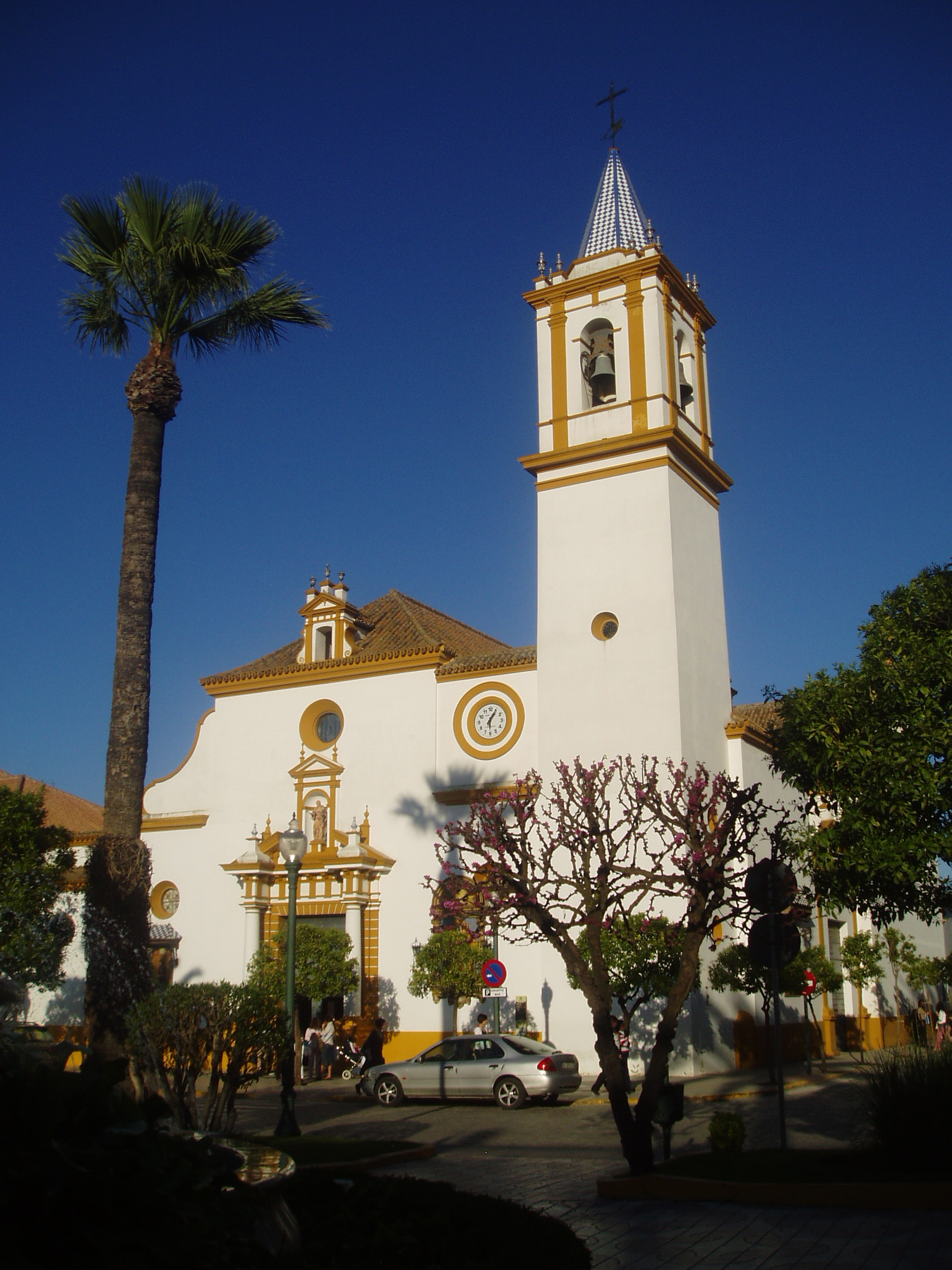
Kostel Santa María Magdalena
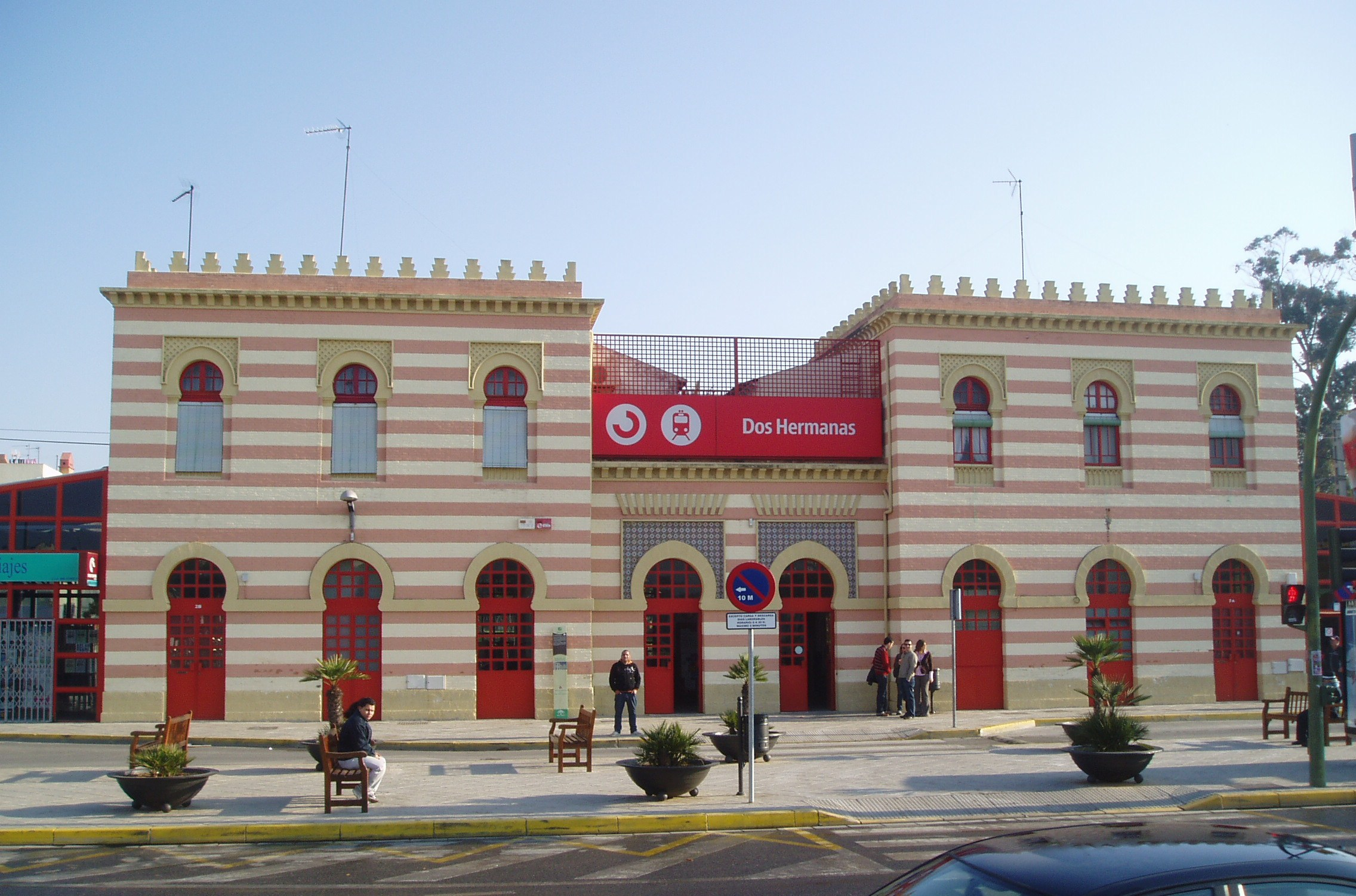
Nádraží
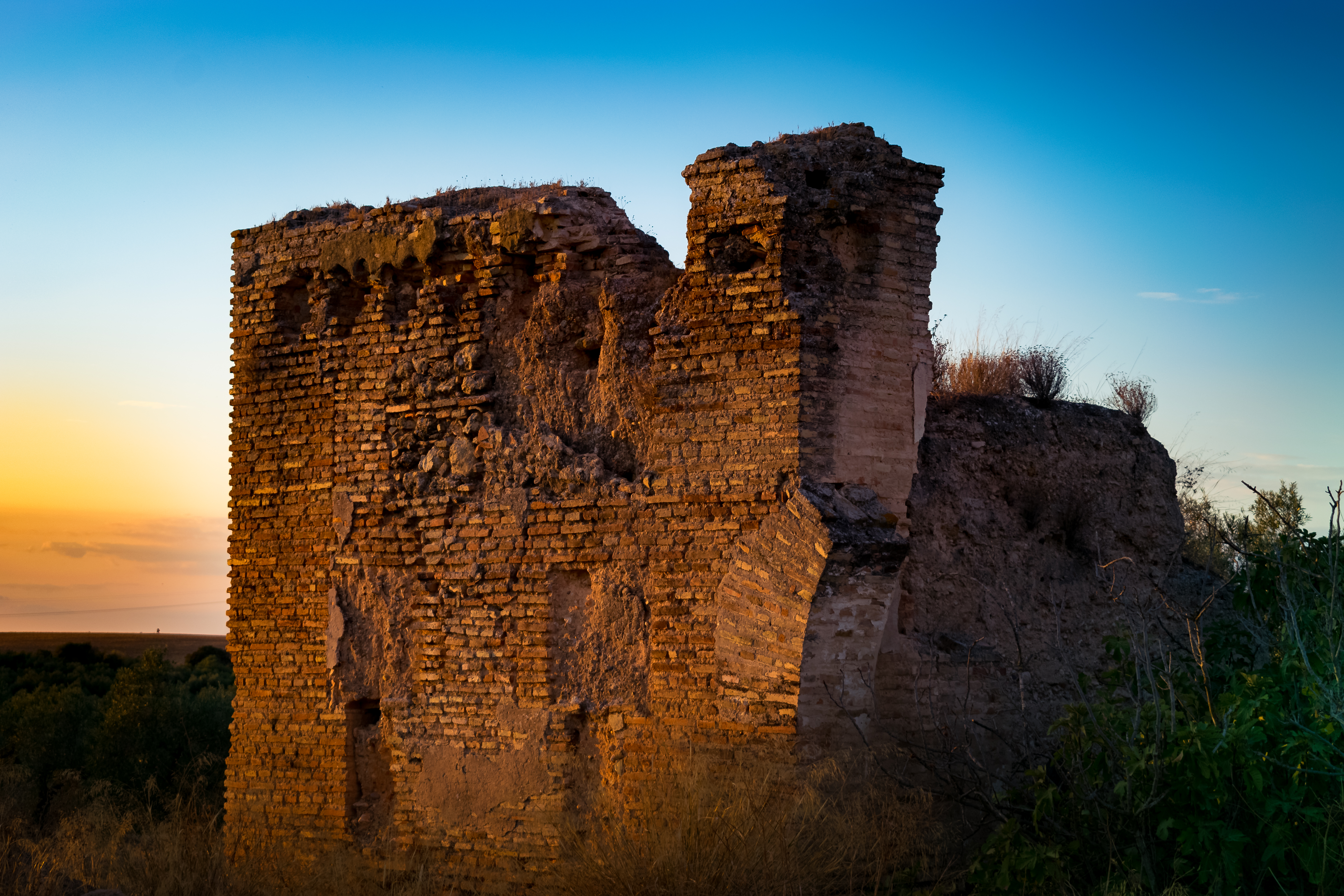
Zřícenina Castillo de la Serrezuela